# Driver 76
Driver 76 — видеоигра для PlayStation Portable, которая была выпущена в мае 2007 года. Является приквелом и спин-оффом к Driver: Parallel Lines. Это первая игра в серии Driver для PSP. Она была разработана Ubisoft Reflections и Sumo Digital, и издана Ubisoft. Игра включает в себя новые миссии и сюжет, а также загружаемый контент для PSP.

## История
В игре вы взяли на себя роль Рэя (который был показан в Driver: Parallel Lines). Он влюбляется в Чи Чен, но у неё уже есть парень, Джимми. После обретения уважения со стороны её отца, Рэй предан и должен зарабатывать деньги. В конце концов он начал встречаться с Чжоу, отец Чэнь Ши, рассказывает ему о том, что Джимми — предатель, и в оставшейся части игры вы должны убрать с власти Джимми и его империю. После этого Джимми предположительно был убит в результате взрыва, Цао дает Рэю его благословение с Чэнь Ши, но узнаёт, что она была похищена Джимми, однако Рэю удается спасти Чен Чи и сбить вертолет Джимми с автомобилем. Рэя убивают в 2006 году в Driver: Parallel Lines.

## Миссии
Миссии очень похожи на Driver: Parallel Lines, где вождение является важным аспектом в геймплее, стрельба по-прежнему остается в игре. Большинство миссий проходит за рулём, некоторые из них — перестрелки. На некоторых уровнях Рэй находится в кузове грузовика и отстреливается от врагов, которые гонятся за ним.
Одно из отличий Driver 76 от остальных серии является то, что в игре используются вставки в виде комиксов, а не кинематографические видеоролики, что меняет повествование в другую, менее реалистичную сторону.
Есть 27 основных миссий, сгруппированных в шесть разделов. С каждой главой миссии становятся сложнее. Награда за успешно пройденную миссию — машины, деньги и оружие.

## Нью-Йорк
Модель Нью-Йорка в точности совпадает с аналогичной в Driver: Parallel Lines, но так как это приквел, есть некоторые различия. Чаще всего это небольшие отличия в автомобилях, зданиях, ландшафтах и GPS.

## Саундтрек
- The Wrecking Crew — Bump And Boogie
- Sir Mack Rice — Bump Meat
- Chuck Brown & The Soul Searchers — Bustin' Loose
- Dave Hamilton — Cracklin' Bread
- Maceo & The Macks — Cross The Tracks
- Billy (Sugar Billy) Garner — I Got Some
- Funkadelic — I’ll Bet You
- Savoy Brown — I’m Tired
- The Pazant Brothers & The Beafourt Express — Loose And Juicy
- Iggy Pop — Neighbourhood Threat
- Blondie — One Way or Another
- Billy Preston — Outa-Space
- The Temptations — Papa was a rolling stone
- The Stranglers — Peaches
- Roy Ayers — Running Away
- Johnny 'Hammond' Smith — Shifting Gears
- Donald Byrd — Street Lady
- David Bowie — Suffragette City
- Labi Siffre — The Vulture
- War — Low Rider
- Marvin Gaye — Trouble Man
- Blondie — Denis
- Sam & Dave — Hold On I’m Comin'

## Отзывы
| Сводный рейтинг | Сводный рейтинг |
| Агрегатор       | Оценка          |
| --------------- | --------------- |
| GameRankings    | 59,89 %         |